# Joel Osteen
Joel Scott Osteen (Houston, Texas, 5 de marzo de 1963) es un  telepredicador evangélico y escritor estadounidense, reconocido por ser el pastor general de la Iglesia Lakewood, donde predica la teología de la prosperidad.

## Biografía

### Primeros años y familia
Joel Scott Osteen nació en Houston, Texas, Estados Unidos, el 5 de marzo de 1963, hijo de John Osteen y Dolores ("Dodie") Pilgrim, nacida en una familia de seis hijos. Su padre, un expastor bautista del sur, fundó la Iglesia Lakewood, de la cual Osteen es el actual pastor principal, en la parte trasera de una antigua tienda de alimentación. Fue educado en Humble High School, una escuela secundaria pública en la ciudad de Humble, Texas, donde se graduó en 1981, seguido de Oral Roberts University en Tulsa, Oklahoma, donde estudió comunicaciones de radio y televisión, pero no se graduó ni recibió un título de una escuela de teología.  En 1982, regresó a Houston y fundó el programa de televisión de Lakewood, donde produjo los sermones televisados de su padre durante 17 años hasta enero de 1999, cuando su padre murió inesperadamente de un ataque al corazón.

### Vida personal
Osteen se casó con la copastora de la Iglesia Lakewood Victoria Osteen (antes Iloff) el 4 de abril de 1987. Tienen un hijo y una hija. Sus hermanos mayores, Paul, Lisa y Tamara, y su hermana menor, April, también están involucrados en el ministerio a tiempo completo. Su medio hermano Justin hace trabajo misionero y está radicado en Nueva York. 
El valor neto de Osteen ha sido reportado entre $ 40 y 60 millones. Vive con su familia en una mansión de 17,000 pies cuadrados, por un valor estimado de $10.5 millones en River Oaks.

## Carrera
Su padre John Osteen lo animó a predicar durante muchos años, pero él se rehusó, prefiriendo trabajar tras bastidores hasta el 17 de enero de 1999, cuando aceptó la sugerencia de su padre y predicó su primer sermón. John Osteen murió seis días después de un ataque al corazón. Dos semanas después de la muerte de su padre, Osteen comenzó a predicar regularmente y más tarde ese año fue instalado como el nuevo pastor principal de la Iglesia Lakewood el 3 de octubre de 1999. Desde entonces, la asistencia de Lakewood ha crecido de 5,000 a 43,000. 
En 2003, la Iglesia Lakewood adquirió el Compaq Center, antiguo hogar de los Houston Rockets de la NBA. Las renovaciones costaron USD$105 millones. Las renovaciones tomaron más de 15 meses en completarse, e incluyeron la adición de cinco pisos para agregar más capacidad. La gran apertura de la Iglesia Lakewood en 2005 contó con la asistencia de unas 56,000 personas, incluido el gobernador de Texas Rick Perry y la líder de la minoría de la Cámara Nancy Pelosi.
Los servicios de la Iglesia Lakewood se encuentran en más de 100 países. Osteen fue seleccionado por Barbara Walters como una de las 10 personas más fascinantes de 2006. El excandidato presidencial John McCain describió a Osteen como su autor inspirador favorito. La familia Osteen asistió al desayuno de Pascua organizado por el presidente Barack Obama en la Casa Blanca en 2010.

### Estilo de predicación

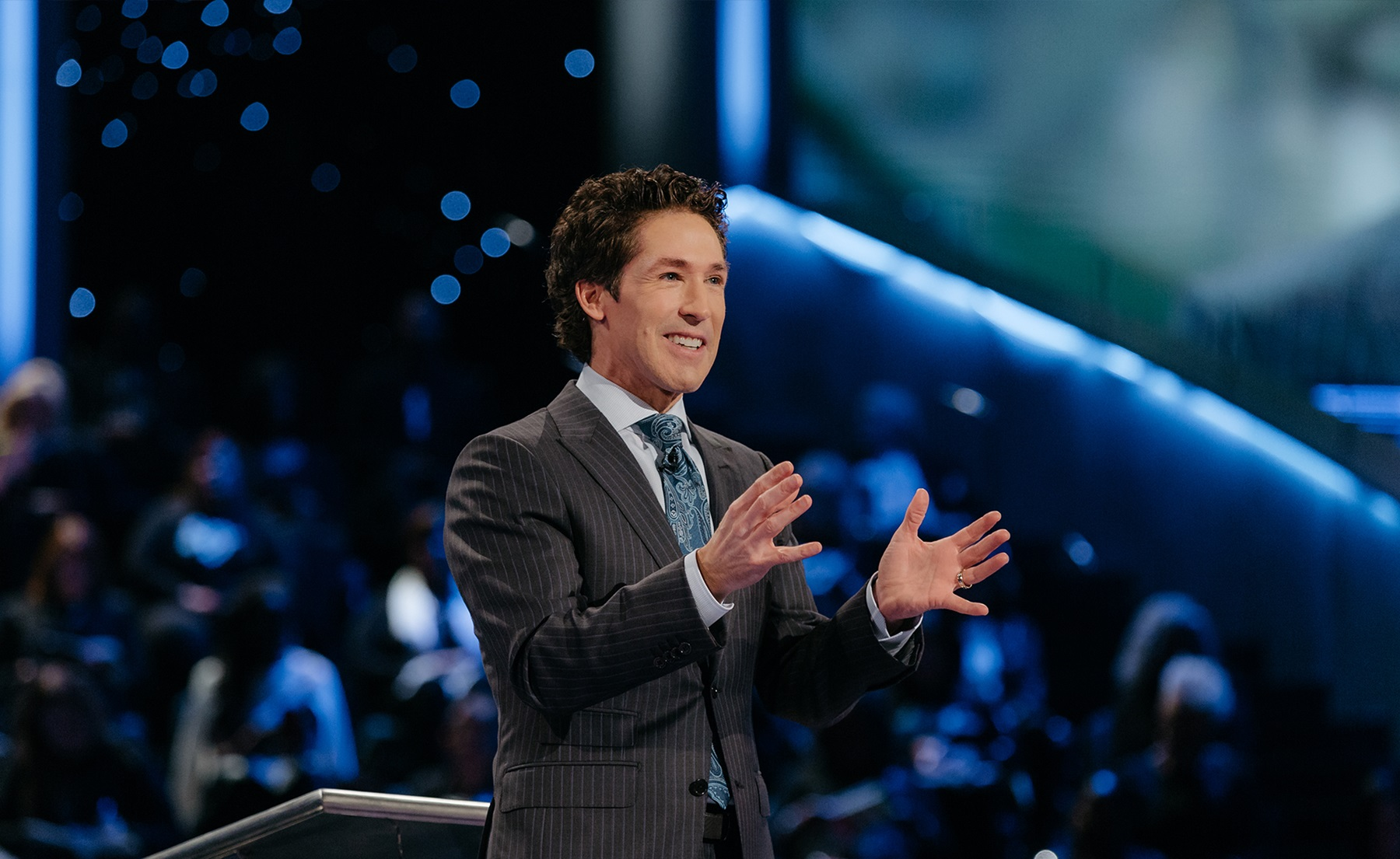
Joel Osteen predicando en la Iglesia Lakewood

Sus sermones televisados son seguidos por cerca de siete millones de espectadores a la semana en más de 100 países a nivel mundial, y también son transmitidos las 24 horas del día en el programa radial Sirius XM de Satellite Radio.
La preparación del sermón de Osteen implica memorizar sus comentarios y escucharse su voz en una grabación, Osteen dice que elige enfocarse más en la bondad de Dios y en vivir una vida obediente que en el pecado. Dice que trata de enseñar los principios bíblicos de una manera simple, enfatizando el poder del amor y una actitud positiva. Cuando se le preguntó por qué no se centra más en el pecado, el diablo y el infierno en detalle, Osteen declaró en una entrevista con CBN News:

“Cuando crecí, el diablo era una razón por la que me dolía la cabeza o el diablo era la razón por la que me enojaba hoy. Siempre culpamos al diablo. Creo que hoy cuando digo el enemigo, me gusta hacerlo más amplio. Algunas veces el enemigo puede ser nuestros propios pensamientos. Nos hemos entrenado de la manera incorrecta. O el enemigo puede ser nuestra propia falta de disciplina. Algunas personas predican sobre el infierno como si ya estuvieras yendo allí, y para mí, el Evangelio significa 'Buenas Nuevas'. Prefiero decir que Dios es un Dios de misericordia. Entonces creo que la gente ya sabe lo que están haciendo mal, y ciertamente creo en el infierno. Pero para mí, cuando veo a miles de personas ante mí, simplemente no sale de mí decir: 'ustedes son terribles y se van al infierno'. Prefiero decir que Dios es un Dios de misericordia. Tienes que vivir una vida obediente, pero por cada error que has cometido, hay misericordia allí, y creo que podemos hacerlo mejor.”.

## Controversias

### Opiniones políticas y sociales
Osteen generalmente ha evitado discutir temas controvertidos como el matrimonio homosexual, el aborto y la política. Sin embargo, cuando se le preguntó, Osteen dijo que se opone al matrimonio entre personas del mismo sexo. Osteen se niega a predicar acerca de la homosexualidad debido a su creencia de que a Dios le gusta, acepta y aprueba a todas las personas. Cuando se le preguntó si creía que Dios aprueba la homosexualidad, Osteen dijo que «la homosexualidad es un pecado según las Escrituras», pero que los homosexuales son bienvenidos en su iglesia. Él ha dicho que el pecado es la naturaleza humana, nadie es perfecto, y él no juzga, pero Dios es el juez. Osteen también ha declarado que cree que una persona puede ser liberada de un estilo de vida de homosexualidad; es un proceso y Dios puede liberar a cualquier persona de cualquier pecado o adicción. Osteen también ha hecho hincapié en que no aprueba la homofobia, pero su fe se basa en la lectura de la Biblia. Él ha dicho que la iglesia en general tiene una tendencia a enfocarse demasiado en temas únicos (como la homosexualidad) hasta el punto de descuidar a los demás.
En una entrevista en Fox News en 2008 durante la carrera primaria presidencial del Partido Republicano, cuando discutía si pensaba que los mormones eran cristianos, Osteen indicó que creía que lo eran. Luego reveló que no había estudiado la religión. En una entrevista en 2011, Osteen declaró su apoyo a Israel.

### Evangelio de la prosperidad
Los sermones y escritos de Osteen a veces son criticados por promover la Teología de la prosperidad, o el evangelio de la prosperidad, la creencia de que la recompensa del beneficio material es la voluntad de Dios para todos los cristianos piadosos. El 14 de octubre de 2007, 60 Minutes publicó un segmento de doce minutos sobre Osteen, titulado "Joel Osteen responde a sus críticos", durante el cual el teólogo reformado Michael Horton le dijo al corresponsal de CBS News Byron Pitts que el mensaje de Osteen es una herejía. Horton afirmó que el problema con el mensaje de Osteen es que hace que la religión se centre en nosotros en lugar de en Dios.
Cuando se le preguntó si era un maestro de la Teología de la prosperidad, Osteen respondió que si la prosperidad significa que Dios quiere que la gente sea bendecida y saludable y tenga buenas relaciones, entonces se considera un maestro de la prosperidad, pero si se trata de dinero, no lo hace. Él ha declarado específicamente que nunca predica sobre el dinero debido a la reputación de los televangelistas.
En una entrevista con The Christian Post el 21 de abril de 2013, Osteen expresó su sentimiento de ser percibido como parte del evangelio de la prosperidad. "Me agrupo en el evangelio de la prosperidad y nunca pienso que sea justo, pero es lo que es. Pienso que la prosperidad, y lo he dicho mil veces, es estar saludable, tener hijos geniales, estar tranquilo. El dinero es parte de eso, y sí, creo que Dios quiere que seamos excelentes ... que seamos bendecidos para que podamos ser una gran bendición para los demás. Me siento muy recompensado. Escribí un libro y vendí millones de copias, mi esposa Victoria y yo pudimos ayudar a más personas de las que jamás habíamos soñado. Pero cuando escucho el término evangelio de la prosperidad, creo que la gente a veces dice: 'Bueno, solo está pidiendo dinero'.

### Controversia por elHuracán Harvey
Durante el período inmediatamente posterior al Huracán Harvey en agosto de 2017, Osteen recibió críticas significativas en respuesta a que la Iglesia Lakewood, un antiguo estadio de baloncesto de 60,000 pies cuadrados y 16,000 asientos, estaba disponible como refugio de emergencia para los desplazados por la tormenta. El 27 de agosto, los mensajes de la iglesia y las cuentas de las redes sociales de un pastor asociado a la Iglesia Lakewood declararon que la iglesia era "inaccesible debido a inundaciones severas" y el pastor asociado John Gray publicó más adelante: "Si pudiéramos llegar, ABRIRÍAMOS LAS PUERTAS". En una entrevista posterior, Osteen respondió a la afirmación de que la subida de las aguas cerraron la iglesia, diciendo que "la iglesia ha estado abierta desde el principio" y "Siempre hemos sido abiertos ... Cómo comenzó esta noción, que no somos un refugio y no estamos tomando a la gente, es una narrativa falsa". Esto contradecía su declaración anterior de que la iglesia se abriría cuando otros centros para refugiados estaban llenos. En la noche del 28 de agosto, la Iglesia Lakewood anunció que abriría al mediodía del día siguiente como un refugio disponible, que se abriría a las víctimas de la tormenta y al personal de emergencia el 29 de agosto.

### Demandas
En 2011, Osteen y la Iglesia Lakewood fueron demandados por la banda The American Dollar por infracción de derechos de autor. Un juez falló en 2012 a favor de Osteen, pero le dio permiso a The American Dollar para enmendar el caso.
En marzo de 2017, una familia entabló una demanda contra la Iglesia Lakewood y Osteen alegando que su hija de 18 meses sufrió lesiones tras un altercado en la iglesia en mayo de 2014. La Iglesia Lakewood dijo que no pudo confirmar la historia, y la demanda fue resuelta por la compañía de seguros de la iglesia.

## Acerca de su obra literaria
Osteen ha escrito siete libros reconocidos como best sellers por el New York Times. El primer libro de Osteen, Su mejor vida ahora: siete pasos para vivir a su máximo potencial, fue lanzado en octubre de 2004 por Time Warner y alcanzó el puesto número 1 en la lista de The New York Times Best Seller list. El libro permaneció en dicha lista durante 200 semanas.
Lanzó su segundo libro, titulado "Conviértete en un mejor tú: 7 claves para mejorar su vida todos los días", en octubre de 2007. También encabezó la lista de The New York Times Best Seller list y obtuvo una primera impresión de cuatro millones de copias. Osteen ha dicho que el libro se centra más en las relaciones y no hay que quedarse atascado donde estamos en la vida.
Como pastor general, Osteen dice que no recibe ningún salario de la iglesia, que tiene un presupuesto anual de $70 millones. En cambio, depende de los ingresos de las ventas de libros.

## Libros
- 2004  Su mejor vida ahora: 7 pasos para vivir a tu máximo potencial
- 2007  Conviértete en un mejor tú: 7 claves para mejorar tu vida todos los días
- 2008  Tu mejor vida comienza cada mañana: devociones para comenzar todos los días del año
- 2008  Bueno, mejor, bendito: vivir con propósito, poder y pasión
- 2009  Biblia, esperanza para hoy
- 2009  Es su tiempo: active su fe, logre sus sueños y aumente el favor de Dios
- 2010  Vivir a Favor, Abundancia y Alegría
- 2011  Todos los días al viernes: Cómo ser más feliz 7 días a la semana
- 2012  Yo Declaro: 31 promesas de hablar sobre tu vida
- 2013  Break Out!: 5 claves para ir más allá de tus barreras y vivir una vida extraordinaria
- 2014  Puede, lo hará: 8 cualidades innegables de un ganador
- 2015  El poder de lo que soy: dos palabras que cambiarán tu vida hoy
- 2016  Piensa mejor, vive mejor: una vida victoriosa comienza en tu mente
- 2019  El poder del favor, la fuerza que lo llevara a donde no puede llegar por su mismo.